# Gheorghe Doja (Ialomiţa)
Pour les articles homonymes, voir Gheorghe Doja.
Gheorghe Doja est une commune du județ de Ialomița en Roumanie.